# Кременское
Кременское — село в Медынском районе Калужской области Российской Федерации. Расположено на реке Лужа (приток Протвы), в 17 км северо-восточнее города Медынь. Административный центр сельского поселения «Село Кременское». В честь села названа кременская подсвита протвинской свиты серпуховского яруса нижнего карбона.
В селе находится Городище— остатки летописного города Кременца, XIV—XVII веков.

## Этимология
Название происходит от слова «кременье» — кремень.

## История

### Древнее время
Люди на территории села жили с мезолита, то есть 6-10 тысяч лет назад. Обнаружено 4 стоянки периода мезолита, на левом берегу реки Лужа, югу-востоку от села, на расстоянии 400—1250 метров. Затем место было заселено вятичами. В XV веке населённый пункт имел статус города в составе княжества Московского и назывался Кременец, или Кременск. В документах территория окрестностей Кременска упоминается с 1352 года, а сам город Кременец с 1389 года.

### XV век
3 октября 1480 года в город Кременец прибывает великий князь московский Иван III, располагаясь станом 50 верстами восточнее своих полков, стоявших на реке Угра напротив войск Большой Орды хана Ахмата. Последующие события вошли в историю как «Стояние на реке Угре», положившие конец татаро-монгольского ига.

### Смутное время
В 1618 году, Владислав IV, сын польского короля Сигизмунда II и претендент на российский престол, стоял в селе Кременском c 18 (28) июня 1618 года по 25 июня (5 июля) 1618 год.
В середине XVII века через Кременск проходила Боровская дорога.
В 1646 и 1651 году царь Алексей Михайлович утвердил жалованными грамотами Николо-Угрешскому монастырю права на Кременский посад в Боровском уезде.
Патриарший Казённый приказ содержит опись о вотчине Николо-Угрешского монастыря в Кременском Боровскога уезда в 1709 году.

### XIX век
В Кременском разрабатывается угольное месторождение, в государственной собственности.

#### Отечественная война 1812 года
22 октября (10 октября) 1812 года князь Юзеф Понятовский, командующий польским корпусом армии Наполеона, формирует в селе Фоминское авангард из 500—600 кавалеристов и 1000 лучших пехотинцев. В тот же день авангард занимает Верею, ранее отбитую русской армией.
24 октября (12 октября) 1812 года из Вереи авангард (600 кавалеристов, 500 пехотинцев и 5 артиллерийских орудий) под командованием генералов Шарля Лефевр-Денуэтта и Тадеуша Тышкевича выдвигается на юг, в сторону Медыни. К полуночи авангард достигает Кременского.
25 октября (13 октября) 1812 года подходит к Медыни, где в 11 часов утра был атакован и разгромлен казаками А. И. Быхалова и Г. Д. Иловайского 9-го. В бою генерал Тышкевич был пленён, потеряны все пять орудий, авангард Великой армии отступает к Кременскому.
28 октября (16 октября) 1812 года генерал-фельдмаршал Иван Фёдорович Паскевич, пройдя Медынь, прибывает в Кременское. Тем же днём в Кременское вступает генерал-адъютант, граф Василий Васильевич Орлов-Денисов.

### XX век
3 мая 1903 года открылись при сельских начальных училищах в Кременском, Фокине, Галкине Медынского уезда библиотеки имени Ф. Павленкова.

#### Великая Отечественная война
3 января 1942 года отдельный воздушно-десантный батальон капитана И. А. Суржика разгромил в районе Кременского колонну отступающего противника.
8 января 1942 года части 93-й стрелковой дивизии 43-й армии освободили Кременское и Ольховку от немецко-фашистских войск.
В 1954 году был открыт автобусный маршрут связывающий село с райцентром.
В 1964 году сдан в эксплуатацию молокозавод в с. Кременское с производственной мощностью переработки 30 тонн молока в сутки.

## Население
| 2002 | 2010 |
| ---- | ---- |
| 475  | ↘389 |